# Ли Хунъе, Пётр
Пётр Ли Хунъе (кит. 李宏業, 6 января 1920 год, Гунсянь, Китай — 23 апреля 2011 год, Лоян, Китай) — католический епископ, ординарий епархии Лояна.

## Биография
Родился 6 января 1920 года в католической семье. В 1937 году вступил в духовную семинарию. 22 апреля 1944 года он был рукоположён в священника, после чего занимался пастырской деятельностью в католическом приходе города Яньши.
В 1955 году был арестован китайскими властями и отправлен в трудовой исправительный лагерь, находящийся в провинции Цинхай, где он пробыл до своего освобождения в 1970 году.
7 августа 1987 года Святой Престол назначил его епископом епархии Лояна. Рукоположение в епископа состоялось 10 сентября 1987 года. Назначение Петра Ли Хунъе было принято китайским правительством и он смог легально заниматься пастырской деятельностью. В 2001 году епископ Ли Хунъе был снова арестован и помещён под домашний арест.
С 2004 года страдал сердечной недостаточностью, от которой он умер 23 апреля 2011 года во время пасхального богослужения в кафедральном соборе епархии Лояна.